# Astartidae
Astartidae là một họ thân mềm hai mảnh vỏ trong họ Carditoida.

## Phân loại
Chi Astarte J. Sowerby, 1816

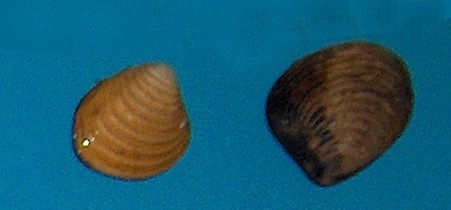
Astarte sulcata

- Astarte acuticostata J. G. Jeffreys, 1881
- Astarte arctica (J. E. Gray, 1824)
- Astarte bennetti Dall, 1903
- Astarte borealis (Schumacher, 1817) — northern astarte
- Astarte castanea (Say, 1822) — chestnut astarte
- Astarte compacta Carpenter, 1864
- Astarte crebricostata (Da Costa, 1778)
- Astarte crenata (J. E. Gray, 1824)
- Astarte elliptica (T. Brown, 1827) — elliptical astarte
- Astarte esquimalti (Baird, 1863)
- Astarte filatovae Habe, 1964
- Astarte globula Dall, 1886
- Astarte laurentiana
- Astarte liogona Dall, 1903
- Astarte mirabilis (Dall, 1871)
- Astarte montagui (Dillwyn, 1817)
- Astarte nana Dall, 1886
- Astarte polaris Dall, 1903
- Astarte quadrans Gould, 1841
- Astarte smithii Dall, 1886
- Astarte subaequilatera Sowerby, 1854 — lentil astarte
- Astarte sulcata (Decosta, 1778)
- Astarte triangularis
- Astarte undata Gould, 1841 — waved astarte
- Astarte vernicosa Dall, 1903
- Astarte willetti Dall, 1917

Chi Digitaria S. Wood, 1853
- Digitaria digitaria (Linnaeus, 1758)

Chi Goodallia Turton, 1822
- Goodallia triangularis (Montagu, 1803)